# 黄现璠
黄现璠（壮语：Vangz Yenfanh；1899年11月13日—1982年1月18日），原名甘锦英，男，壮族，广西新宁州（现广西壮族自治区扶绥县）人，中国历史学家、民族学家、教育家和社会活动家。

## 生平
黄现璠生于广西省新宁州六都渠思村（今广西壮族自治区崇左市扶绥县渠旧镇三合村渠思屯）。1922年，考入广西省立第三师范学校。1926年，升入北京师范大学预科，两年后进入北师大史学系本科就读。本科毕业后，免试进入北师大研究所（后称研究院）继续深造。在北师大学习期间，他先后师从陈垣（字援庵）研习考据学，钱玄同（字中季）研习音韵学，李建勋（字湘宸）研习教育学，其中以陈援庵、钱中季两位导师的指导最为频密。1935年11月，他考入日本东京帝国大学大学院。同月，以《唐代社会概略》《宋代太学生救国运动》两部著作预支商务印书馆稿费启程赴日（1936年1月又获广西省官费留学资格），入东京帝国大学研究院深造，师从日本东洋史名家和田清、加藤繁教授研修中国史。1937年11月归国后，历任广西大学、中山大学、国立桂林师范学院、广西师范学院（今广西师范大学）等校史学教授，成为中国壮族首位大学教授。。曾先后兼任广西教育研究所研究员、广西大学训导长、中文系主任、图书馆馆长、广西师范学院图书馆馆长等职。

## 延伸閱讀
- 黄现璠口述，甘文杰、甘文豪、甘金山记录 (编). . 广西师范大学出版社. 2018年10月. ISBN 9787549500383 （中文（简体））. (Google books)
- 日本外务省情报部 (编). . 东京: 东亚同文会业务部出版. 1937年10月25日.:第177页(日本国立国会图书馆 （页面存档备份，存于）)
- 日本外交部亚洲局监修、霞山会 (编). . 东京: 财团法人霞山会出版. 1957、1962、1966、1972、1982、1986年版. :第189、208、327、325、318、588页(日本国立国会图书馆 （页面存档备份，存于）)
- 李克、周晓孟、沈智编 (编). . 辽宁: 万卷出版公司. 2009年11月. ISBN 7547003540 （中文（简体））.(Google books)
- 中国人名大词典编辑委员会 (编). . 上海: 上海辞书出版社. 1992年12月. ISBN 7-5326-0207-9 （中文（简体））.(Google books)
- 中华当代文化名人大辞典编委会 (编). . 北京: 中国广播电视出版社. 1992年1月. ISBN 7-5043-1513-3 （中文（简体））.(Google books)
- 中国教育大辞典编纂委员会 (编). . 上海: 上海教育出版社. 1998年. ISBN 7-5320-5380-6 （中文（简体））.(Google books)
- 钱木尔·达瓦买提 (编). . 北京: 民族出版社. 1999年6月. ISBN 7-105-03389-4 （中文（简体））.(Google books)
- 广西壮族自治区教育厅 (编). . 广西: 广西壮族自治区教育厅出版. 2001年10月 （中文（简体））.
- 沈丰明 (编). . 香港: 新世纪出版社. 2005年4月. ISBN 7-5405-2950-4 （中文（简体））.